# جبل الأزرق
الجبل الأزرق هو أحد مكونات الأطلس الصحراوي هاته السلسلة الجبلية التي تفصل الشمال الجزائري عن جنوبه.
يعتبر كحاجز طبيعي يفصل بين ولايتين جزائريتين هما ولاية الأغواط وولاية الجلفة.
يعطي اسمه لأحد العروش التي تسكن المنطقة وهم عرش المخاليف الزرق وسمي بهذا للونه الازرق

و هو يحد بلدية سيدي مخلوف بولاية الأغواط من الجهة الغربية.

## وصلات خارجية
عمليات لتطوير السياحة ببلدية سيدي مخلوف الأغواط
موقع بلدية سيدي مخلوف